# Neil Reagan
John Neil Reagan (Tampico, 16 de setembro de 1908 – Goshen, 11 de dezembro de 1996) foi um gerente de estação de rádio, produtor sênior da CBS e vice-presidente sênior da McCann Erickson. Era o irmão mais velho de Ronald Reagan, presidente dos Estados Unidos entre 1981 até 1989.
Em 1933, graduou-se pela Eureka College com um grau de Bacharel em artes em Economia. Junto com Ronald, estabeleceu-se na Califórnia, onde fez carreira como produtor de televisão e executivo de publicidade. Também foi ator coadjuvante por um curto período.
Foi um delegado suplente da Convenção Nacional Republicana de 1972 na Califórnia, e um delegado da Convenção Nacional Republicana de 1980.